# Võ Văn Thưởng
Võ Văn Thưởng (Hải Dương, 13 de diciembre de 1970) es un filósofo y político vietnamita, presidente de la República Socialista de Vietnam desde marzo de 2023 hasta marzo de 2024, cuando presentó su dimisión. Es miembro del Politburó del Partido Comunista de Vietnam desde 2016, así como miembro de Asamblea Nacional de Vietnam. Es el presidente más joven en asumir el cargo y el presidente con el período más corto en la historia del país, así como miembro permanente más joven del Secretariado del Comité Central del Partido en la historia del Partido Comunista de Vietnam.
Tiene una maestría en filosofía y un título avanzado en teoría política.

## Antecedentes y educación
Võ Văn Thưởng nació el 13 de diciembre de 1970 en Hai Duong, República Democrática de Vietnam. Su familia abandonó el sur durante la Guerra de Vietnam. Nació y creció en el norte. En 1988, se especializó en filosofía marxista-leninista en la Facultad de Filosofía de la Universidad General de Ciudad Ho Chi Minh. En 1992, se graduó como Licenciado en Filosofía. Después de eso, obtuvo una maestría en filosofía en la Universidad de Ciencias Sociales y Humanidades, Universidad nacional de la Ciudad de Ho Chi Minh, y recibió una Maestría en Filosofía en 1999. El 18 de noviembre de 1993, fue admitido en el Partido Comunista de Vietnam y se convirtió en miembro oficial el 18 de noviembre de 1994. También asistió a cursos en la Academia Nacional de Política de Ho Chi Minh, donde recibió un título avanzado en teoría política.